# Ракетний удар по Чернігову 19 серпня 2023 року
19 серпня 2023 року, під час вторгнення до України, Збройні сили Російської Федерації завдали ракетного удару по середмістю Чернігова. Крилата ракета Іскандер-К влучила в історичний центр міста, зокрема у будівлю драмтеатру. У цей час в театрі проводили захід «Люті пташки» — зліт розробників ударних дронів, куди запросили виробників дронів та військових.
Внаслідок ракетного удару загинуло 7 людей, серед них шестирічна дитина. Пошкоджено 66 житлових будинків (близько 400 квартир), 10 адміністративних будівель і 67 транспортних засобів.
У зв'язку із тим, що у місті проходила виставка дронів, та через відсутність доступу до російських документів, експерти Truth Hounds вважають, що даних для кваліфікації чи була ця атака воєнним злочином чи ні, недостатньо.[⇨]

## Злочин
Найбільше людей загинуло на вулиці.

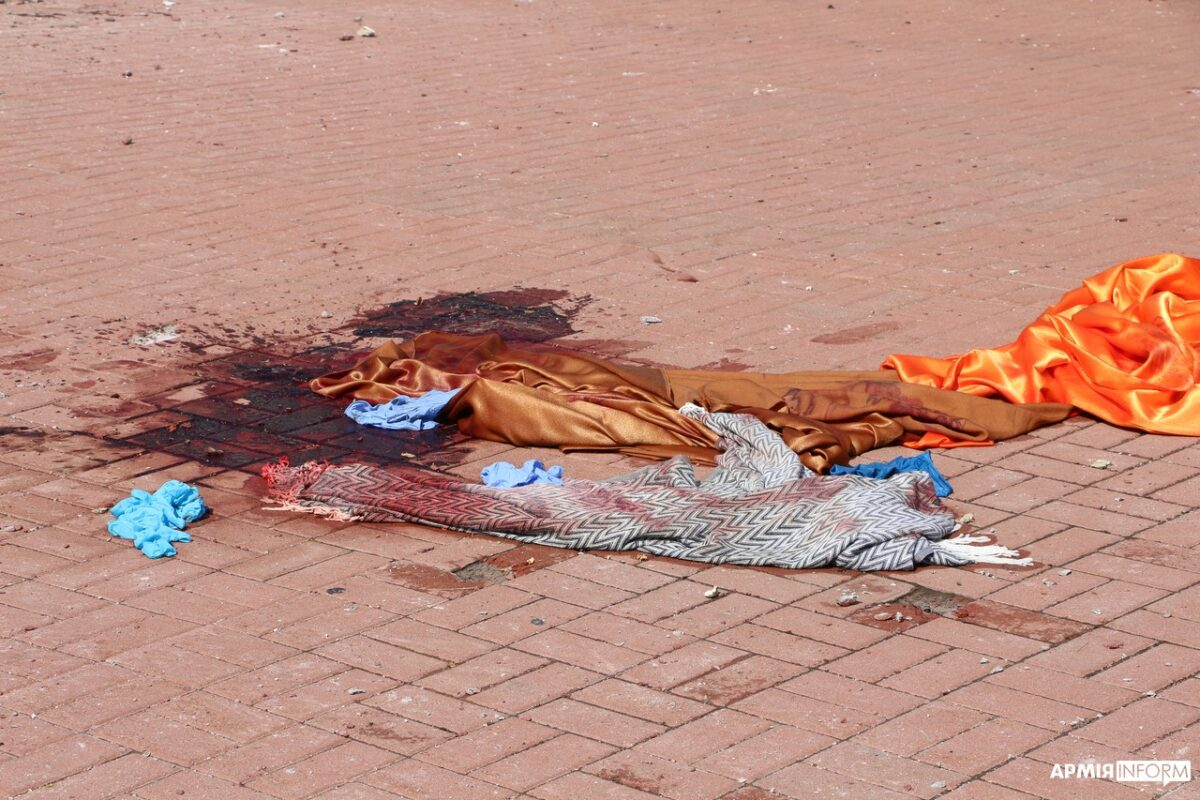
Кров постраждалого та закривавлений одяг на брущатці біля афіші театру
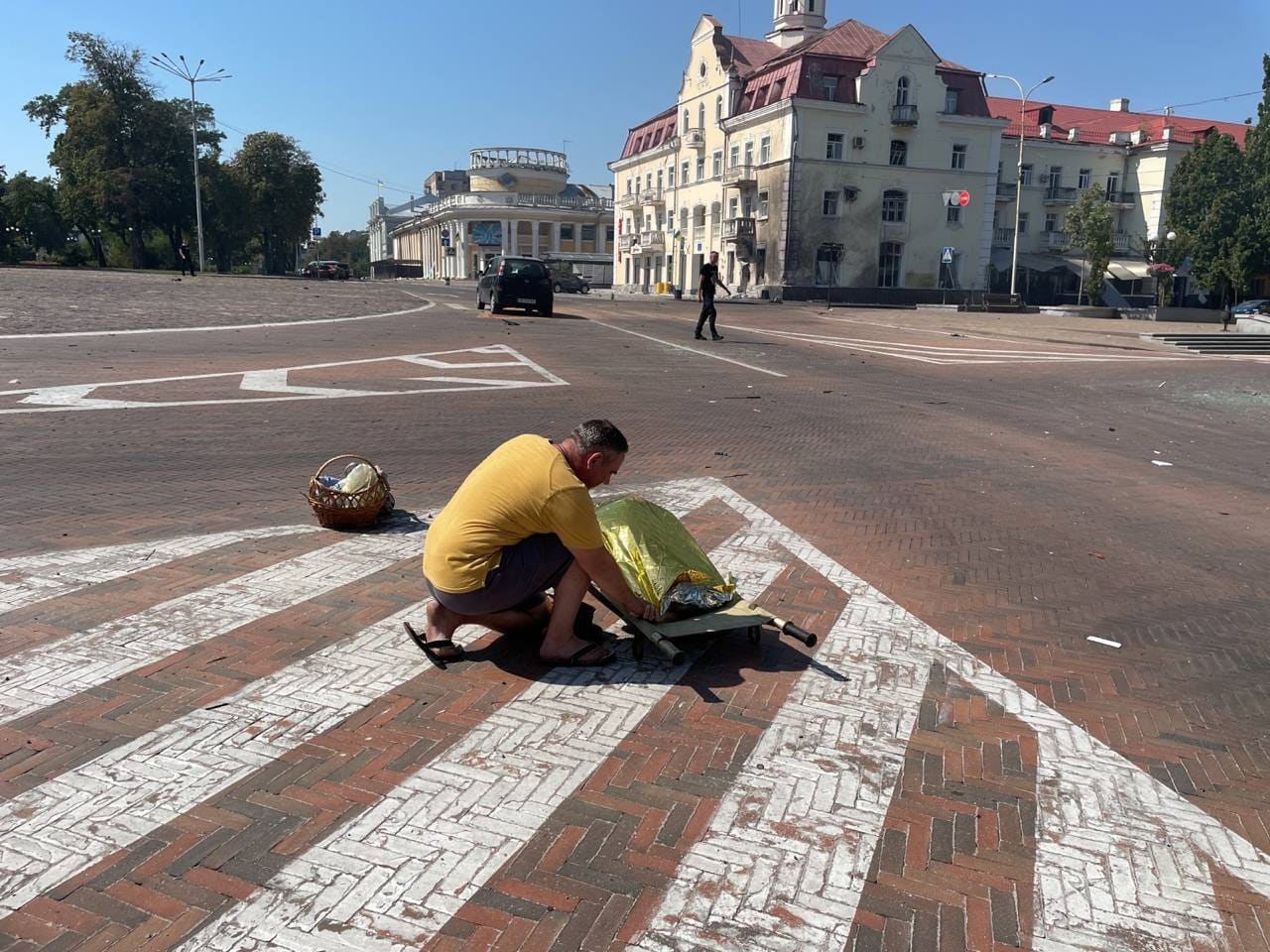
Людське тіло на ношах повністю накрите термоковдрою, а поряд чоловік, що схилився над ним та святковий кошик
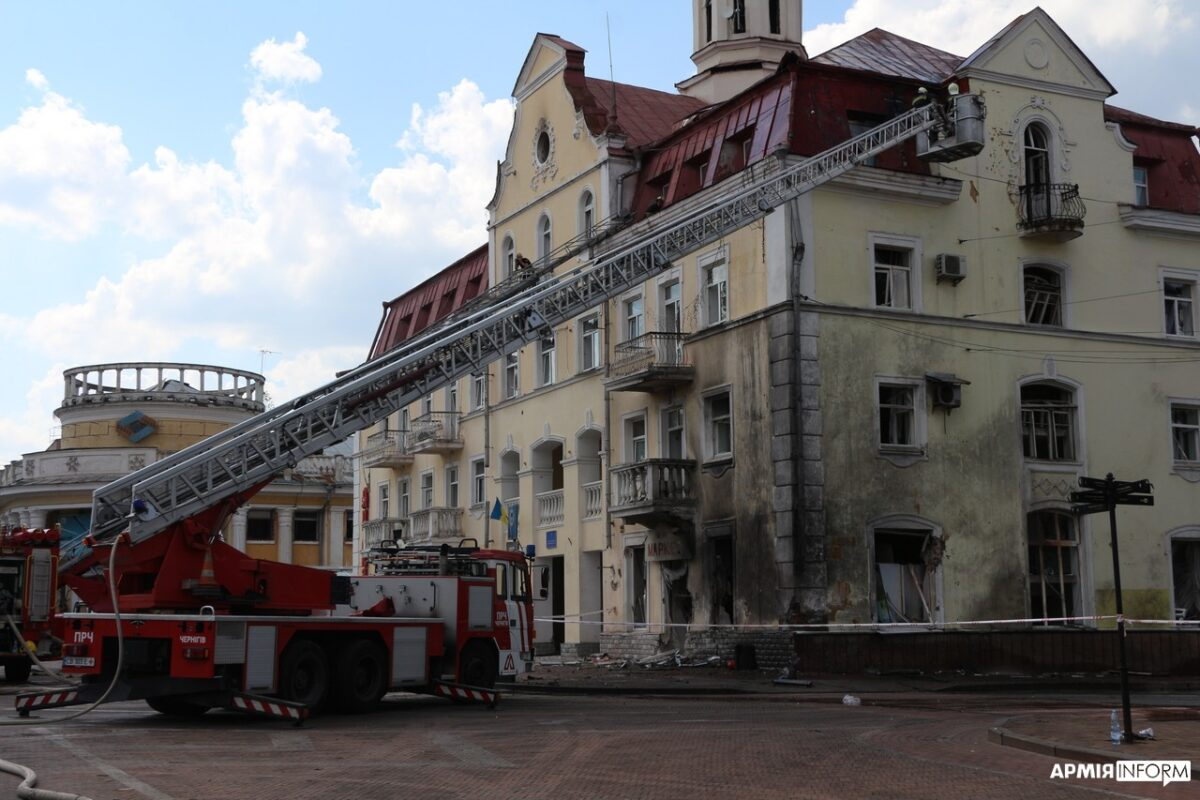
Будівля господарського суду Чернігівської області
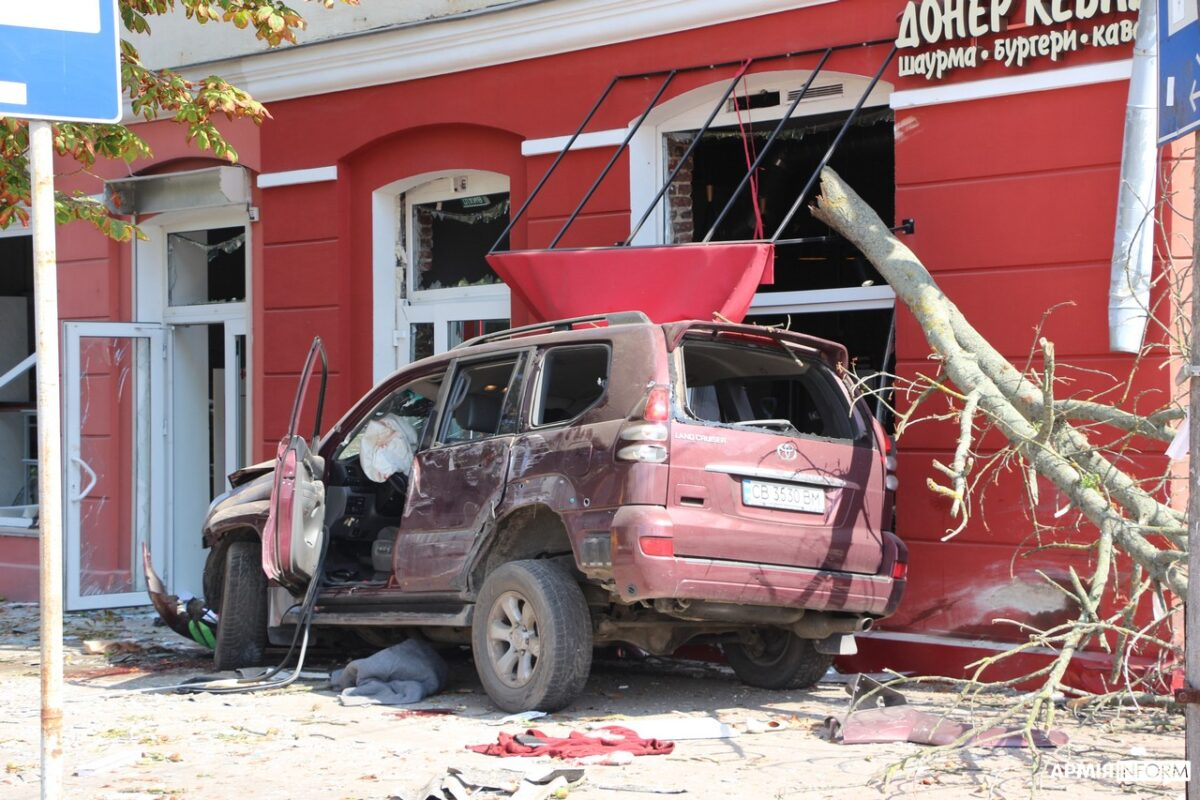
Зупинка громадського транспорту «Драмтеатр»

## Жертви
Загалом постраждало 214 людей.
20 серпня повідомили про 7 загиблих:
1. Софія Голинська. 6-річна дівчинка.
2. Світлана Кормільцина. Старша викладачка кафедри іноземної філології Національного університету «Чернігівська політехніка».
3. Наталія Торія. Співробітниця директорату Навчально-наукового інституту архітектури, дизайну та геодезії Національного університету «Чернігівська політехніка».
4. Назар Ющенко. Студент Навчально-наукового інституту механічної інженерії, технологій та транспорту Національного університету «Чернігівська політехніка».
5. Володимир Василенко. Співробітник організації «Право на захист».
6. Дмитро Магліч. Випускник Чернігівського вищого професійного училища побутового обслуговування.
7. Олександр Оніщенко. Житель Прилуцького району 1989 року народження.

## Розслідування
СБУ відкрила кримінальне провадження за фактом ракетного обстрілу центра Чернігова за 438 статтею Кримінального кодексу України (порушення законів та звичаїв війни).[джерело?] На підставі зібраних доказів слідчі Служби безпеки України та прокуратура заочно повідомили про підозру за ч. 2 ст. 438 Кримінального кодексу України (порушення законів та звичаїв війни, поєднане з умисним вбивством) російському генерал-полковнику Нікіфорову Євгену – командувачу угрупованням військ «Захід» збройних сил РФ. За даними слідства російські військові застосували крилату ракету комплексу «Іскандер-М», запуск якої здійснили з території Курської області РФ. 
Російське державне агентство «РИА Новости» в той же день написало, що «джерело, знайоме зі ситуацією» повідомило про «закритий захід», що «спеціально маскувався під „фестиваль дронів“». Тож збройні сили РФ поцілили ракетою у самий центр міста у вихідний суботній день, коли мешканці міста йшли з трьох церков в день релігійного православного свята.[джерело?]
Ракета була налаштована на підрив у повітрі — основні жертви обстрілу серед людей, що знаходилися зовні, за межами закладу, де проходив закритий захід «Люті пташки».
Правозахисна організація Truth Hounds провела розслідування та зробила припущення, що до атаки має стосунок 26-та ракетна бригада (в/ч 54006), яка дислокується в місті Луга Ленінградської області РФ.

## Реакція
Президент України Володимир Зеленський зазначив, що ракетний удар по центру Чернігова є причиною того, чому Україна «об'єднує світ проти терористичної РФ».
Деніз Браун, координаторка з гуманітарних питань ООН в Україні: «Це огидно — атакувати головну площу великого міста вранці, коли люди гуляють, деякі йдуть до церкви, щоб відзначити релігійне свято», «Напади на цивільне населення або цивільні об'єкти суворо заборонені міжнародним гуманітарним правом. Цьому необхідно покласти край».
Франція, США й Естонія.
Міністерство культури та інформаційної політики України.
Генеральна директорка ЮНЕСКО Одрі Азуле.

## Юридичний вимір
У серпні 2023 року юридичний директор Truth Hounds Дмитро Коваль сказав, що ще рано говорити, чи була атака воєнним злочином чи ні. З однієї сторони, це не була атака на цивільний об'єкт, оскільки там проходила виставка і його використовували у військових цілях, і це стає достатнім фактором, щоб назвати цей об'єкт нецивільним. З іншої сторони, відсутність доступу до російських документів не дає можливості оцінити що було відомо виконавцю, та як виконавець планував цей напад і як підбирав зброю для атаки для оцінки пропорційності застосування ним сили. У випадку, якщо це воєнний злочин, українська сторона зможе порушити кримінальне проведення і розпочати розслідування по справі. Якщо це не воєнний злочин, то відповідальність за людські жертви варто розглядати як частину злочину агресії — нападу Росії на Україну, — відповідальність за який несе вище керівництво Росії.

## Вшанування пам'яті

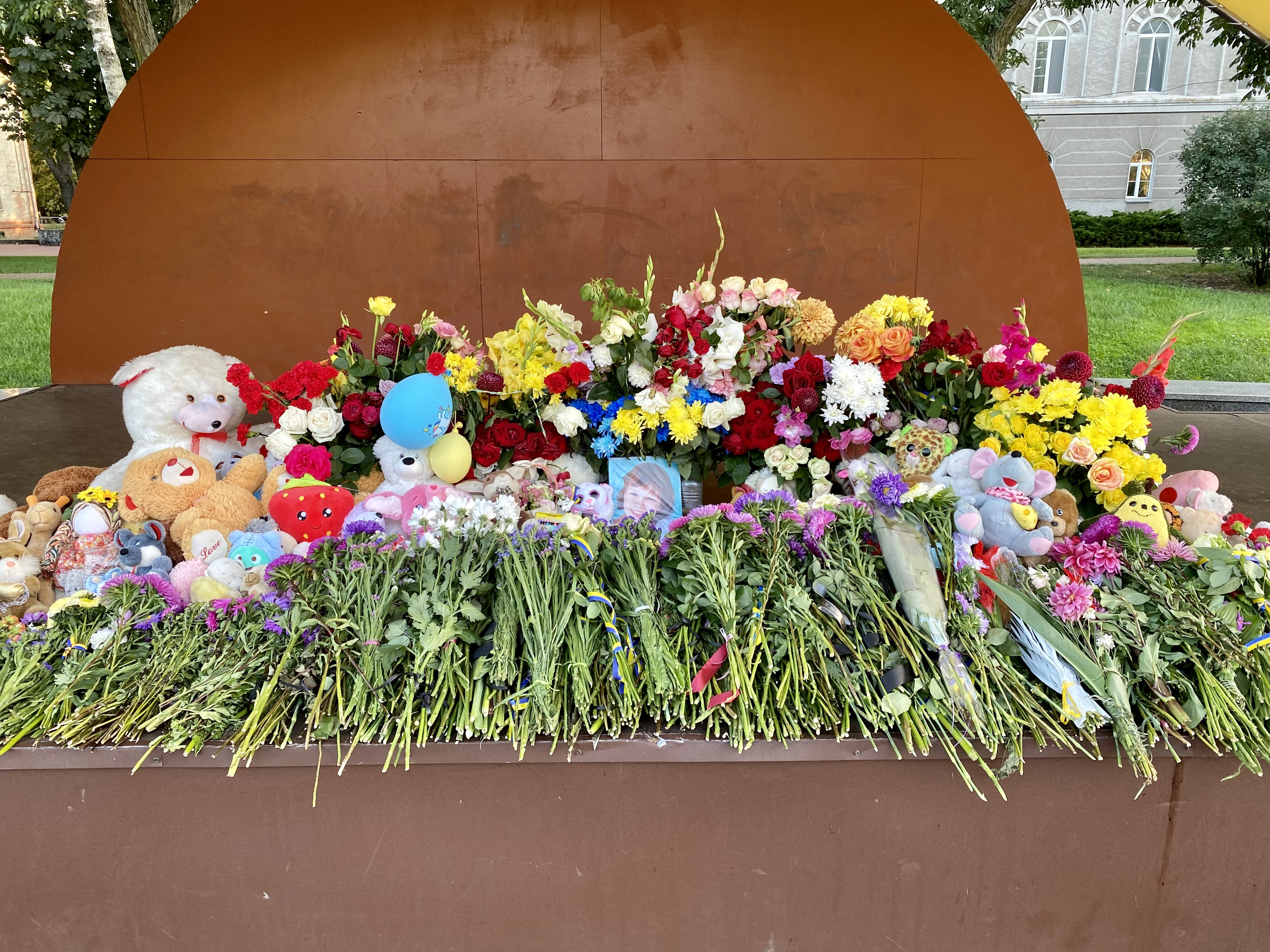
Імпровізований меморіал пам'яті загиблим, який небайдужі містяни влаштували з квітів, свічок та іграшок в сквері Магдебурзького права

У Чернігові 19, 20 і 21 серпня 2023 року оголошені днями жалоби за жертвами удару.